# Sebastian Brosché
Sebastian Andreas Michael Brosché Jonsson, född 5 juli 1984 i Ålidhem, i Umeå, är en svensk världsmästare i brasiliansk jiu-jitsu.
Han kommer ursprungligen från Vilhelmina, men bor numera i Oslo, Norge. Han har svart bälte både BJJ och Judo.
Driver numera företaget och webbplatsen yogaforbjj.net.